# Autobranchia
Autobranchia is een onderklasse van de tweekleppigen (Bivalvia). De onderklasse is verdeeld in 2 Infraklassen.

## Taxonomie
Deze onderklasse wordt verder als volgt ingedeeld:
- Infraklasse Heteroconchia J. E. Gray, 1854
  - Subterklasse Archiheterodonta Giribet in J. D. Taylor, Williams, Glover & Dya, 2007
  - Subterklasse Euheterodonta Giribet & Distel, 2003
  - Subterklasse Heterodonta Neumayr, 1884
  - Subterklasse Palaeoheterodonta Newell, 1964
- Infraklasse Pteriomorphia Beurlen, 1944